# Lechnica
Lechnica és un poble i municipi d'Eslovàquia. Es troba a la regió de Prešov, al nord del país.

## Història
La primera referència escrita de la vila data del 1319.

## Demografia
| Godina             | 1994 | 2004   | 2014    | 2024   |
| ------------------ | ---- | ------ | ------- | ------ |
| Nombre de persones | 287  | 315    | 266     | 263    |
| Diferència         |      | +9,75% | −15,55% | −1,12% |

| Godina             | 2023 | 2024   |
| ------------------ | ---- | ------ |
| Nombre de persones | 260  | 263    |
| Diferència         |      | +1,15% |